# Göttingen (chanson)
Pour l’article homonyme, voir Göttingen.
Clip vidéo
[vidéo] « Barbara - Göttingen (arte - en français et allemand) », sur YouTube
Pistes de Le Mal de vivre et Barbara singt Barbara
Tous les passants Toi l’homme
Göttingen est une chanson française de l'autrice-compositrice-interprète-pianiste Barbara, hymne à la paix, à l'Allemagne, et à l'amitié franco-allemande
, single extrait de ses 6e et 7e albums Le Mal de vivre de 1965 et Barbara singt Barbara de 1967. Un des plus importants succès internationaux de sa carrière.

## Histoire
Hans-Gunther Klein (de) (directeur du Junges Theater de la ville allemande de Göttingen) entend Barbara (alors peu connue) au cabaret L'Écluse de Paris, et insiste pour l'inviter à une série de représentations dans son théâtre de Göttingen. Barbara accepte l'invitation sans aucun enthousiasme, profondément marquée par son enfance à Paris, où elle doit se cacher avec sa famille juive pour échapper à la Shoah pendant l'occupation de la France par l'Allemagne pendant la Seconde Guerre mondiale. Le premier concert du 4 juillet 1964 faillit ne pas avoir lieu, lorsqu'elle découvre sur la scène un piano droit à la place du piano à queue qu'elle avait demandé. Des étudiants de l'université de Göttingen lui trouvent alors un piano à queue de la famille de l'un d'entre eux, pour commencer son concert à salle comble avec deux heures de retard. Le public l'ovationne alors chaleureusement. Profondément touchée par ce succès et cet accueil inattendu de son public allemand, Barbara prolonge son séjour d’une semaine, tombe amoureuse de Göttingen, et compose cette chanson dans les jardins du Junge Theater, dont elle présente une première version parlée-chantée avec un important succès, le dernier soir de son séjour. Elle écrit dans son autobiographie Il était un piano noir : Mémoires interrompus : 

« À Göttingen je découvre la maison des frères Grimm où furent écrits les contes bien connus  de notre enfance. C'est dans le petit jardin contigu au théâtre que j'ai gribouillé Göttingen, le dernier midi de mon séjour. Le dernier soir, tout en m'excusant, j'en ai lu et chanté les paroles sur une musique inachevée. J'ai terminé cette chanson à Paris. Je dois donc cette chanson à l'insistance têtue de Gunther Klein, à dix étudiants, à une vieille dame compatissante, à la blondeur des petits enfants de Göttingen, à un profond désir de réconciliation, mais non d'oubli... »

De retour à Paris, elle retravaille avec ses mots cet hymne à la paix, à l'Allemagne, et à l'amitié franco-allemande,,,, pour enregistrer la version finale en français et en allemand « Ô faites que jamais ne revienne, le temps du sang et de la haine, car il y a des gens que j'aime, à Göttingen, et lorsque sonnerait l'alarme, s'il fallait reprendre les armes, mon cœur verserait une larme, pour Göttingen, pour Göttingen... ». Elle l'enregistre à Hambourg en mai 1967, avec neuf autres titres, adaptés en allemand, pour son album Barbara singt Barbara, qu'elle revient chanter en allemand le 4 octobre à Göttingen, avec un important succès.
Sophie Delassein journaliste et biographe de Barbara considère qu'il s'agit d'une des rares chansons engagées de Barbara notamment avec Perlimpinpin une chanson antimilitariste sortie en 1972.

## Discographie
1965
Le Mal de vivre.
1967
Barbara singt Barbara.

## Postérité
- 1988 : Barbara reçoit la Médaille d’honneur de la ville de Göttingen.
- 1988 : Patricia Kaas fait allusion aux roses de Göttingen de la chanson de Barbara (Mais Dieu que les roses sont belles, à Göttingen, à Göttingen...) dans sa chanson D'Allemagne de son 1er album Mademoiselle chante....
- 2002 : la ville de Göttingen inaugure la rue Barbara (Barbara strasse) dans le quartier de Geismar[10], cinq ans après la disparation de la chanteuse.
- 2002 : la chanson est inscrite dans les programmes officiels des classes de primaire en France et en Allemagne.
- 2003 : le chancelier Gerhard Schröder (ancien étudiant de l'université de Göttingen) commémore les 40 ans du traité d'amitié franco-allemande de 1963, en interprétant les strophes « Oh, faites que jamais ne revienne, le temps du sang et de la haine... »[11],[12].

## Quelques reprises
- 2006 : Annick Cisaruk, album Parce que...
- 2009 : Lola Lafon, album de Jean Corti Fiorina
- 2009 : Lara Fabian, album Toutes les femmes en moi (en)
- 2012 : Zaz, avec Jean-Louis Aubert
- 2012 : Les Enfoirés, concert Les Restos du cœur[13]
- 2013 : Dorsaf Hamdani, album Barbara-Fairuz
- 2015 : Patrick Bruel, album Très souvent, je pense à vous…
- 2017 : Gérard Depardieu, album Depardieu chante Barbara
- 2021 : Pomme, au Symphonissime 2021, accompagnée d'un orchestre symphonique dirigé par Yvan Cassar.

- 2021 : le groupe Feu! Chatterton reprend la chanson de Barbara avec le musicien et guitariste Waxx dans son émission Foudre sur la radio RTL2